# Eleição municipal de Londrina em 2009
A eleição municipal suplementar de Londrina em 2009 ocorreu em 29 de março por decisão do Tribunal Superior Eleitoral e supervisão do Tribunal Regional Eleitoral do Paraná, ao cassar o registro de candidatura de Antonio Belinati em dezembro de 2008. A disputa ocorreu entre os segundo e terceiro colocados da eleição de outubro de 2008 - Luiz Carlos Hauly com o candidato a vice Celso Marconi (DEM) e Homero Barbosa Neto (PDT) tendo como vice Joaquim Ribeiro (PSC). O prefeito interino era o vereador José Roque Neto, do PTB, que terminaria seu mandato em 1 de maio de 2009, quando da posse do eleito. Homero Barbosa Neto, do PDT, foi eleito prefeito de Londrina em um novo 'segundo' turno. Em 30 de julho de 2012 Barbosa Neto é cassado  pela Câmara Municipal de Londrina, sendo que seu vice - Joaquim Ribeiro - renuncia em 20 de setembro de 2012 após ser preso pela polícia a pedido do Gaeco MP .

## Resultado da eleição para prefeito

### Segundo turno
| Candidatos a prefeito   | Número | Votação | Percentual |
| ----------------------- | ------ | ------- | ---------- |
| Homero Barbosa Neto PDT | 12     | 135.507 | 54,12%     |
| Luiz Carlos Hauly PSDB  | 45     | 114.867 | 45,88%     |